# 後庄子 (嘉義縣)
後庄子，原寫為後庄仔，是臺灣嘉義縣鹿草鄉的一個傳統地域名稱，位於該鄉西部。相較於今日行政區，其範圍大致包括竹山村北部、豊稠村南半葉的西端。

## 歷史
台灣日治初期，後庄子地區為一街庄，稱為「後庄仔庄」，隸屬於白鬚公潭堡。該庄昔日西及北與新庄為鄰，東與海豐庄為鄰，南邊為竹仔腳庄、龜佛山庄。
1901年（日治明治三十四年）11月11日，全台廢縣廳改設二十廳，該庄隸屬於鹽水港廳。1904年（明治三十七年）4月1日，該庄編入「東後藔區」，隸屬於鹽水港廳。1906年（明治三十九年）4月1日，鹽水港廳內轄區調整，該庄改隸屬於「頂潭區」。1909年（明治四十二年）10月25日，全台合併二十廳為十二廳，頂潭區改隸屬於嘉義廳。1920年（大正九年）10月1日，全台地方制度大改正，廢十二廳改設五州二廳，該庄改制並雅化為「後庄子」大字，隸屬於臺南州東石郡鹿草庄。
戰後鹿草庄改制為鹿草鄉，隸屬於臺南縣，大字亦改制為村。1950年10月25日，雲、嘉、南分治，鹿草鄉改隸屬嘉義縣。

## 交通
鄉道嘉36線是牛挑灣至鹿草的道路，橫貫本地區中部。